# Platycleis alticola
Platycleis alticola är en insektsart som först beskrevs av Yu S. Tarbinsky 1930.  Platycleis alticola ingår i släktet Platycleis och familjen vårtbitare. Inga underarter finns listade i Catalogue of Life.